# Nutrinveste
A Nutrinveste é uma "holding" do setor agro-alimentar criado pelo Governo de Portugal nos anos 1980, agrupando empresas dessa área, que haviam sido nacionalizadas no contexto da Revolução de 25 de Abril de 1974.
Para além da Compal (sumos e néctares, derivados de tomate) e águas Frize, o grupo integrou ainda a Sovena (com marcas diversas como os óleos Fula, Olisoja e Vêgê, os azeites Oliveira da Serra e o sabão Clarim) e a Nutricafés (detentora das marcas Nicola e  Chave D'ouro). 
Uma vez devolvida ao setor privado, no início dos anos 1990, ingressou no universo de Jorge de Mello, antigo presidente do Grupo CUF, no qual, aquando das nacioanlizações (1975) se integrava, precisamente, a Compal e a Sovena.
Em março de 2004 o Público noticiava que a Nutrinveste duplicara em quatro anos a sua faturação, que passara de 300 milhões em 2000, para 616 milhões de euros em 2003. 
Já em 2004, precisamente, vendia a Fábrica Triunfo à cadeia multinacional norte-americana United Biscuits.
1. ↑  Constenla, Tereixa (22 de novembro de 2023). «Así son los Mello, la discreta saga portuguesa en auge cuya fortuna asciende a 2.652 millones de euros». El País (em espanhol). Consultado em 13 de agosto de 2025
2. 1 2 3 4 5  «Nutrinveste vai investir 400 milhões de euros». PÚBLICO. 22 de março de 2004. Consultado em 13 de agosto de 2025
3. ↑  Peralta, Helena C. (27 de janeiro de 2025). «50 Milionários: Os negócios familiares de Manuel Alfredo de Mello». Forbes Portugal. Consultado em 13 de agosto de 2025
4. 1 2 3  Peralta, Helena C. (27 de janeiro de 2025). «50 Milionários: Os negócios familiares de Manuel Alfredo de Mello». Forbes Portugal. Consultado em 13 de agosto de 2025